# Wanderley Andrade
José Wanderley Andrade Lopes (Almeirim, 6 de junho de 1964) é um cantor e compositor brasileiro de brega pop.

## Discografia
- 1990 - A Maura (vinil)
- 1997 - O Ídolo do Brega (Melô do Ladrão/Ladrão de Coração)
- 1999 - O Astro Pop do Brega (Traficante do Amor)
- 2002 - O Gênio do Calipso (Conquista, Psicopata do Amor, Detento Apaixonado)
- 2003 - Minha Cara (CD duplo ao vivo, nacional e internacional)
- 2004 - Planeta (Admirador)
- 2005 - Wanderley Andrade e Seu Mundo Infantil
- 2009 - Na Batida do Melody
- 2010 - Acochadinho